# Amharina
Amharina (лат.) — род коротконадкрылых жуков трибы Xantholinini из подсемейства Staphylininae. Известно 5 видов, обнаружены в Африке.

## Описание
Мелкие коротконадкрылые жуки, длина тела около 5 мм. Форма тела удлинённая и стройная; коротконогие, блестящие. Голова относительно длинная и узкая. От близких родов отличается следующими признаками: голова выпуклая, приземистая, расширенная кпереди; глаза большие; опушение светлое, длинное и прямостоячее; максиллярные щупики с удлиненными сегментами, 2-3-й членики примерно равны; лабиальные щупики такой же формы, с примерно равными 2-3-м члениками; мандибулы узкие, с латеральной бороздкой, с короткой простекой; эпистом выпуклый и выступающий; имеются лобные и глазные борозды; щёчные швы отделены по всей длине; антестернальная пластинка короткая и цельная. Род был впервые выделен в 2016 году итальянским энтомологом Арнальдо Бордони (итал. Arnaldo Bordoni, Museo di Storia Naturale dell’Università di Firenze, Флоренция, Италия).
- Amharina inopinata (Cameron, 1951)
- Amharina oculata Bordoni, 2016
- Amharina hariolus (Herman, 2001)
- Amharina kafwi Bordoni, 2016
- Amharina trapeziceps (Scheerpeltz, 1974)